# Gouvernement d'Orenbourg
1744–1928
Entités précédentes :
- Gouvernement de Kazan
- Vice-Royauté d'Oufa (1781-1796)

Entités suivantes :
- Oblast de la moyenne Volga
- Gouvernement d'Oufa (1865)

Le gouvernement d'Orenbourg (en russe : Оренбургская губерния) est une division administrative de l'Empire russe, puis de la R.S.F.S.R., située dans la steppe au sud de l'Oural avec pour capitale Orenbourg. Créé en 1744, le gouvernement existe jusqu'en 1928 avec une interruption de 1781 à 1796.

## Géographie
Le gouvernement d'Orenbourg est une division administrative de l'Empire russe, puis de la R.S.F.S.R., située dans la steppe au sud de l'Oural. Sa capitale est la ville d'Orenbourg et sa superficie est de 166 710,9 verstes carré.
En partant du nord, le gouvernement d'Orenbourg est bordé par les gouvernements de Perm, Tobolsk, les oblasts de Tourgaï et d'Ouralsk ainsi que les gouvernements de Samara et Oufa.
Le territoire du gouvernement d'Orenbourg est désormais réparti entre les oblasts d'Orenbourg et de Tcheliabinsk.

## Histoire

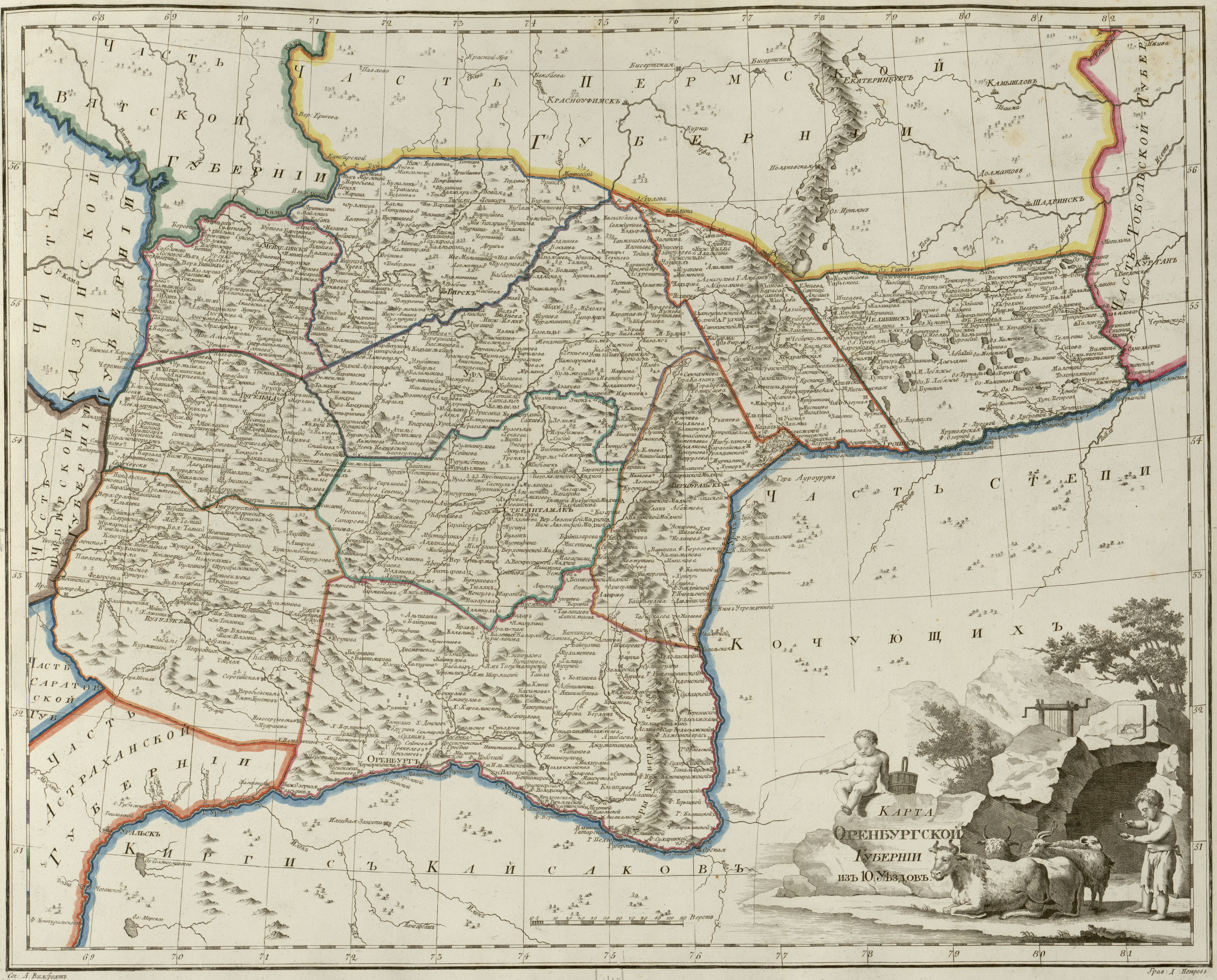
Gouvernement d'Orenbourg en 1800

Le gouvernement est créé en 1744 à partir de territoires des gouvernements de Kazan et Astrakhan. Il est dirigé par un gouverneur.

En 1781, à la suite de la réorganisation de l'empire en provinces (namestnitchestvo), le gouvernement fait partie de la province d'Oufa en tant qu'oblast d'Orenbourg. En 1796, la province redevient un gouvernement et la capitale est transférée d'Oufa à Orenbourg jusqu'en 1802 (Oufa redevenant alors la capitale). En 1865, le gouvernement est divisé entre les gouvernements d'Oufa et Orenbourg, ce dernier incluant les troupes des cosaques d'Orenbourg. Après diverses réorganisation dans les années 1920, le gouvernement est supprimé en 1928 et son territoire entre dans l'oblast de la moyenne Volga.

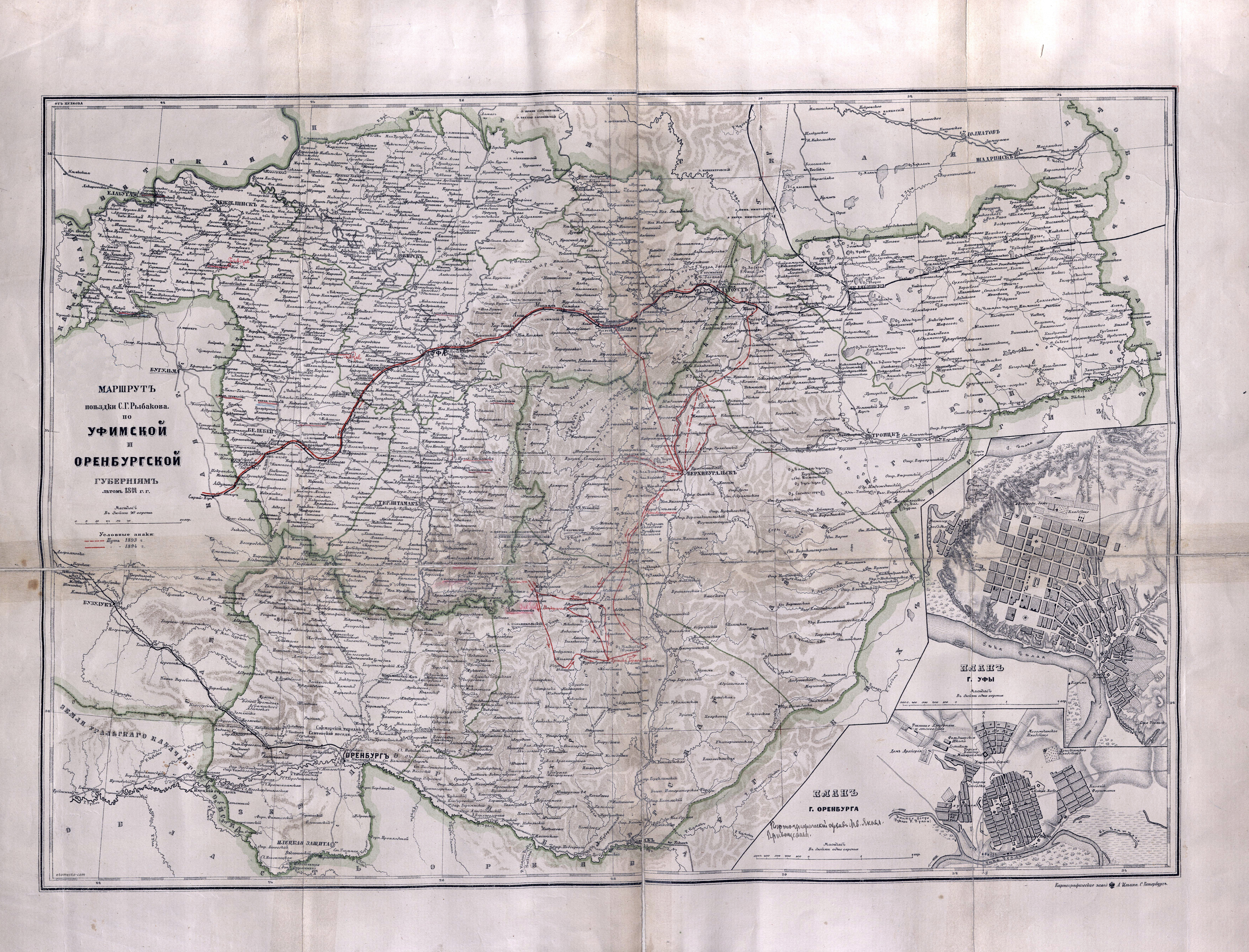
Les gouvernements d'Oufa et d'Orenbourg après leur division de 1865.

## Subdivisions administratives
Au début du XXe siècle, le gouvernement d'Orenbourg est divisé en cinq ouïezds : Verkhneouralsk, Orenbourg, Orsk, Troïtsk et Tcheliabinsk.

## Population
En 1897, la population du gouvernement est de 1 600 145 habitants, dont 70,4 % de Russes, 15,9 % de Bachkires, 5,8 % de Tatares, 2,6 % d'Ukrainiens et 2,4 % de Mordves. 
En 1927, le décompte de la population est compliqué par la rétention de bulletins de recensement par les membres de la communauté bachkire, dans le but d'obtenir le rattachement à la Bachkirie d'une partie du territoire du gouvernement d'Orenbourg. 